# كاترينا كينان
كاترينا كينان (24 فبراير 1971 بكرايستشرش في نيوزيلندا - ) (بالإنجليزية: Katrina Keenan)‏ هي لاعبة كريكت نيوزلندية. شاركت مع منتخب نيوزيلندا الوطني للكريكت.

## وصلات خارجية
- كاترينا كينان على موقع إي آس بي آن كريك إنفو (الإنجليزية)